# Radomil Eliška
Radomil Eliška (6. dubna 1931 Podbořany – 1. září 2019 Praha) byl český dirigent.

## Život a dílo
V roce 1956 vystudoval řízení orchestru na Hudební fakultě Janáčkovy akademie múzických umění v Brně u Břetislava Bakaly. Jeho dalšími pedagogy byli František Stupka, Bohumír Liška a Josef Veselka. Po působení v orchestru Armádního uměleckého souboru a orchestru Mladých symfoniků stál jako hlavní dirigent celá dvě desetiletí (1969–1990) v čele Karlovarského symfonického orchestru, který pod jeho vedením dosáhl pozoruhodné interpretační úrovně. S orchestrem mimo jiné vystoupil na Pražském jaru, podnikl řadu koncertních zájezdů (zejména do Španělska a Německa) a nahrál s ním řadu gramofonových desek a rozhlasových snímků. Poté přijal místo šéfdirigenta Západočeského symfonického orchestru (1991–1996). Také tento soubor zaznamenal velmi záhy radikální změnu svých výkonů.
Radomil Eliška hostoval u dirigentského pultu všech našich předních orchestrů, řídil symfonická tělesa v mnoha evropských zemích.
Své celoživotní zkušenosti zúročil při hostování v Japonsku, kde mezi lety 2004 - 2017 odřídil 82 koncertů, z nichž řada byla vydána na CD. Nejčastěji vystupoval se Sapporo Sympohony Orchestra. Poprvé s ním spolupracoval v roce 2006, v roce 2008 se se stal hlavním hostujícím dirigentem tohoto tělesa a v roce 2015 jeho čestným dirigentem. Deset let navštěvoval Sapporo 2x ročně, odřídil celkem 42 koncertů z nichž bylo 14 nahráno na CD.
Odborná kritika vyzdvihovala především jeho spontánní hudebnost, výrazovou intenzitu, rytmickou pregnanci a smysl pro stavbu interpretovaných děl. Mnoho českých autorů vděčí R. Eliškovi za premiéru nejednoho ze svých děl, obzvláště v období jeho karlovarského působení.
Významná je i jeho pedagogická činnost. Od roku 1978 vyučoval na Akademii múzických umění v Praze, kde byl v roce 1986 jmenován docentem a roku 1996 profesorem dirigování. Vychoval celou řadu mladých dirigentů, mezi jeho žáky patřili Jakub Hrůša, Tomáš Netopil, Leoš Svárovský, Jaroslav Brych, Vojtěch Spurný, Tomáš Brauner, Marko Ivanović, Lukáš Vasilek, Marek Štryncl a řada dalších.
Od roku 2001 do roku 2013 byl předsedou Společnosti Antonína Dvořáka.
Radomil Eliška zemřel 1. září 2019 ve věku 88 let.

## Osobní život
S manželkou Věrou měl dva syny. Starší Martin Eliška je pedagogem na gymnáziu, mladší Petr Eliška je ředitelem Základní školy T. G. Masaryka v Lysé nad Labem - Litoli.